# Prokrusztész

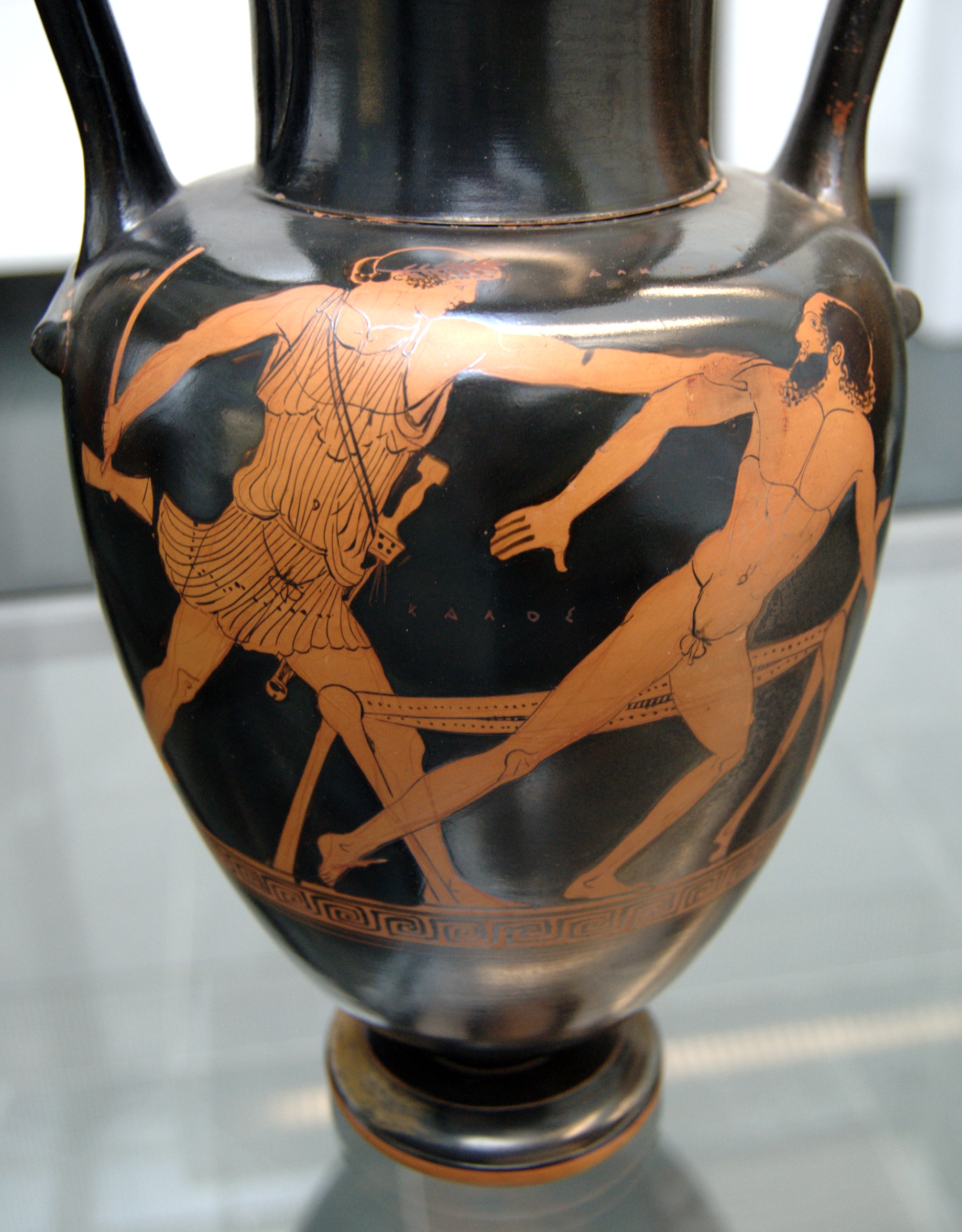
Thészeusz és Prokrusztész, ókori görög, amfora, Kr. e. 470–460 körül

Prokrusztész (ógörögül: Προκρούστης – Prokrusztész, latinul: Procrustes) a görög mitológiában Poszeidón fia, híres rabló az Athénből Elefszínába  vezető úton. Polüpémón és Damasztész néven is ismerik.
Áldozatait az ágyába fektette, és megkínozta: Ha áldozata nagy termetű volt és kilógott az ágyból, akkor levágott belőle, hogy éppen beleférjen. Ha alacsony volt, akkor addig nyújtotta, míg az ággyal azonos hosszúságú nem lett. Soha senki nem fért be pontosan, mivel titokban két ágya volt.
Thészeusz győzte le, és ölte meg a saját módszerével: levágott belőle, hogy beférjen az ágyába.